# Scener ur hjärtat
Scener ur hjärtat är en bok från 2018 av operasångaren Malena Ernman, hennes man Svante Thunberg, samt döttrarna Greta Thunberg och Beata Ernman. Boken är skriven som en självbiografi där man får följa Malena Ernmans liv och hennes familj. Den består av tre kapitel, indelade i flera delkapitel, och inleds med dikten Elegi från diktsamlingen Ty av Werner Aspenström. I första upplagan av boken krediteras bara Malena Ernman och Svante Thunberg som författare.

## Bokens disposition
- Kapitel 1: Bakom Ridån
- Kapitel 2: Utbrända människor på en utbränd planet
- Kapitel 3: Tänk om livet är på riktigt och allt vi gör betyder någonting

## Utgåva
- Thunberg, Greta; Ernman, Malena & Thunberg, Svante & Ernman, Beata (2018). Scener ur hjärtat. Stockholm: Bokförlaget Polaris. Libris blv1zg9k8m8np5k3. ISBN 9789177951339